# Consul
A consulok voltak az ókori Róma legfőbb magistratusai (tisztviselői) a köztársasági időkben.
A consuli cím feltehetően a con és sul latin szavakból jöhetett létre. Az előbbi prepozíció, jelentése: együtt, az utóbbi pedig a salio (menni) igéből ered, jelentése így kb. együttmenő. A consuli intézmény nem latin eredetű, itt ugyanis a királyi hatalmat Róma kivételével mindenütt dictatori uralom váltotta fel. Kezdetben (i. e. 305-ig) feltehetően nem a consuli elnevezést alkalmazták a főtisztviselőkre, hanem a praetorit – erre utal többek között a consuli sátor (praetorium) és a porta praetorium elnevezés a katonai táborok esetében. Erről azonban csak egy forrás, mégpedig a Cassius Dio elveszett műveit feldolgozó Ióannész Zónarasz tesz említést. Egyes esetekben judicesként utalnak a consulokra a fennmaradt források, jelezve bírói jogköreiket.

## A hivatal létrejötte
A római hagyomány szerint már Servius Tullius király fel akarta számolni a monarchiát, és eltervezte a consuli hivatal megalkotását. Mindenesetre annyi valószínűnek látszik, hogy a hatalom megosztásának elve már a köztudatban volt, amikor Tarquinius Superbust i. e. 510-ben elűzték, és létrehozták az arisztokratikus köztársasági államrendet. A consulok a király minden funkcióját átvették, kivéve a szakrális jellegűeket, melyeket a rex sacrorum gyakorolt.
A consuli hivatal – és általában a legtöbb római magistratura – alapvető ismérve volt a collegialitás és az egyéves időtartam. A főhatalmon mindig két consul osztozott, kivéve ha dictatort választottak, vagy az egyikük lemondása vagy halála után nem lehetett (például vallási okokból), esetleg a fennmaradó idő szűkössége miatt nem volt érdemes pótlást választani helyette. Ezt a szabályt csak az i. e. 1. században rúgták fel, amikor Cinna majdnem egy éven keresztül egyedül viselte a hivatalt, Pompeiust pedig eleve collega nélkül nevezték ki.

## Consulválasztás
A consulválasztás a comitia centuriata feladata volt a még hivatalban levő consulok egyike, esetleg dictator, illetve az előbbiek távolléte esetében interrex elnöklete alatt. Ezeket az év elején hivatalba lépő magistratusokat consules ordinarii névvel illették, míg az év közben, az eredetileg megválasztott consulok lemondása vagy halála esetén kinevezettek a consules suffecti címet viselték. Ez utóbbiak azonos privilégiumokat élveztek az eredetileg választott consulokkal. Amikor az i. e. 5 század-4. században többször felfüggesztették a címet, helyettük katonai tribunusok (tribuni militares) gyakorolták a főhatalmat.
A választások során általánosságban az volt a szabály, hogy az elnöklő magistratust nem lehet megválasztani, bár erre adódott példa a történelem folyamán. Az, hogy a consul mikor lépett hivatalba, változó volt (a 12-ből 8 hónapról tudjuk, hogy consult iktattak be alatta), köszönhetően az esetleges haláleseteknek illetve a katonai, politikai, vallási helyzet alakulásának. Így tudomásunk szerint a legelső consulok szeptember idusán kerültek beiktatásra, majd i. e. 493-ban ez a hónap elejére (calendae) került át. i. e. 479-ben, miután az egyikük elhunyt, a másik pedig két hónappal a hivatali idő lejárta előtt lemondott, egy hónappal előrébbhozták az eseményt sextilis (később augusztus) havába. i. e. 451-ben a consulok május idusán adták át a hatalmat a decemvireknek. i. e. 443-ban december idusa volt az első hivatali nap (dies solennis). i. e. 401-ben ez október idusára módosult, 10 évvel később pedig Quintilis (július) első napja lett a hivatalba lépés ideje. Ezután sokáig nem tudunk változásokról, egészen a második pun háború idejéig, amikor is i. e. 217-ben március idusa lett a consuli év első napja. Végül i. e. 154-ben a hivatalba lépés dátumát január 1-jére rögzítették törvényileg, a választásokat azonban már fél évvel előtte, júliusban megtartották.
i. e. 366-ig kizárólag patriciusok lehettek consulok. Amikor először felmerült a plebejus consulok beiktatásának ötlete a Kr. e. 5. század közepén (a javaslattevő a patríciusok és plebejusok házasságát engedélyeztető Caius Canuleius volt), a patríciusok a már említett módon reagáltak: az alkotmányos rend megváltoztatása helyett consuli hatalmú katonai tribunusokat választottak. Mintegy ötven évben birtokolták katonai tribunusok a főhatalmat, bár a fennmaradó időközökben előfordult, hogy consulokat választottak. Azonban ez a helyzet nem volt sokáig tartható, végül Caius Licinius i. e. 367-ben elfogadott törvényjavaslata alapján Lucius Sextius lett az első plebeius főmagistratus. Ezután a patríciusnemzetségek igyekeztek kiszorítani a plebs képviselőit a hatalomból, de ez csak i. e. 342-ig sikerült, amikor is Capua környékén lázadás robbant ki. A törvény érvényben maradt: mindkét consul nem lehetett patrícius. Ettől függetlenül még i. e. 297-ben is hallunk erre irányuló tartó tervekről. Ahogy a politikai hatalom a nobilitas kezébe csúszott át a korábbi vérségi arisztokrácia helyett, még az is megtörténhetett, hogy mindkét consul plebejus felmenőkkel rendelkezzen. Ezt az esetet i. e. 215-ben még megakadályozta az auguri testület, így először i. e. 172-ben volt rá példa.

## Beiktatás, attribútumok
A consulok beiktatása rendkívül ünnepélyes körülmények között zajlott. Az első napon napfelkelte előtt mindkét főtisztviselő tárgyalt az augurokkal. Ennek feltehetően csak rituális jelentősége volt, hiszen a madárjósi testület egyszer sem akadályozta meg a consulok hivatalba lépését. Valószínűleg az istenek jóindulatának elnyerése volt a ceremónia célja. Ezután hazamentek, és felöltötték a toga praetextát, a hatalom jelképét, és fogadták ismerőseik és a senatorok köszöntését. Ezután az érdeklődők menetének élén, a szintén hatalmat jelző sella curulis társaságában felmentek a Capitoliumra, ahol Juppiter Capitolinus templomában fehér bikákat áldoztak.
Az áldozat bemutatása után a consulok összehívták a senatust, majd az idősebbik bemutatkozó beszédében vázolta a köztársaság helyzetét, kezdve a vallási természetű ügyeken, majd a provinciák elosztását és az adminisztrációra vonatkozó elképzeléseket vázolták. Ezután a senatus feloszlott, és a senatorok hazakísérték a consulokat. Ezzel megtörtént a beiktatás.
Ahhoz, hogy a provinciáikba vonulhassanak, a consuloknak áldozatot kellett bemutatni a Mons Albanuson. Első felszólalásuk alkalmával a feriae Latinae ünnepségeinek időpontját is meg kellett szabniuk, ugyanis ezek megtartása előtt nem vonulhattak hadba.
A consuli év után a consulviselt politikusok (consularisok) továbbra is nagy tekintélynek örvendtek.

## A consuli hatalom

### A consuli hatalom korlátai
A consulok visszaélésének legfőbb gátja az azonos jogú társ volt. Csak egyetértés esetén hozhattak határozatot, egyikük döntését a másiknál meg lehetett fellebbezni, illetve módjukban állt kollégájuk döntéseit megvétózni. Ez persze fennakadásokat is okozhatott volna az ügyvitelben, így már korán meghatározták, hogy a tényleges hatalmat csak havi váltásban gyakorolják. Így az ügyeket éppen irányító consul rendelkezett csak előtte haladó lictorokkal. Társa eleinte nem kapott törvényszolgákat, később neki is tizenkét lictora volt, csak éppen mögötte jártak fasces nélkül.
A consulok tevékenységét korlátozta az is, hogy visszaéléseikért hivatali évük lejárta után felelősségre vonhatták őket. Számos ilyen esetről van tudomásunk, sőt olyanokról is, amikor még a hivatali idejük alatt ítéltek el consult. A népgyűlések is szembeszállhattak a főmagistratusokkal, nem beszélve a senatusról. Mindazonáltal válsághelyzetben előfordult, hogy a testület erről a jogáról lemondott, és a consulok számára dictatori hatalmat biztosított. Erre a dictatura, mint olyan eltűnése után került sor elsősorban.

### Békében
Mintegy 500 éven át a consuloké volt a kormányzás minden területén a főhatalom, bár a birodalom terjeszkedésével és a társadalmi változásokkal párhuzamosan egyes funkciókat újabb tisztviselőkre ruháztak. Az első a census (népszámlálás és vagyonösszeírás) megtartása volt, ami i. e. 443-tól fogva a censorok feladata lett. i. e. 366-tól kezdve a bírói jogköröket a praetorok gyakorolták, noha senatusi határozatra a consulok is ítélkezhettek nagy jelentőségű esetekben. Mindettől függetlenül mindvégig a consulokat tekintették a királyi hatalom örököseinek.
A consuli főhatalom alapvetően két részterületből tevődött össze. Egyfelől ők voltak a polgári irányítás és az államigazgatás vezetői, másrészt a hadsereg főparancsnokai. A néptribunusok kivételével minden magistratus az alárendeltjük volt. Ők hívták össze a senatust, elnököltek ülésein és gondoskodtak határozatainak végrehajtásáról. Mindemellett esetenként saját felelősségre is hozhattak döntéseket, ha a helyzet úgy kívánta. A külügyeket is ők irányították: minden jelentés, minden követség először a consulokhoz jutott, mielőtt a senatus színe elé került volna. A népgyűléseket is többnyire a consulok hívták össze és vezették, így annak a határozataiért is ők feleltek.

### Háborúban
Hadvezérként már a toborzástól kezdve ők irányították a hadügyeket, megszabták, hogy a szövetségesektől milyen segédcsapatokra van szükség, és a tiszteket is ők nevezték ki (noha ebbe később a népgyűlésnek is lehetett beleszólása). A katonák a consulokra esküdtek fel. A békeidőkkel ellentétben háborúban a senatusnak nem volt beleszólása a pénzügyekbe, így az anyagiak elvileg korlátlanul – kivételt csak a vésztartalék, az aerarium sanctius (szent kincstár) képezett, amelynek pénzét csak senatusi határozattal lehetett felhasználni – a consulok rendelkezésére álltak (felhasználásukat a quaestorok ekkor is szigorúan felügyelték). Eleinte ők gondoskodtak a zsákmányról is: akár az egészet is feloszthatták a katonák között, azonban később általánossá vált, hogy értékesítették a szerzeményt, és a befolyt pénzösszeget az államkincstárba (aerarium) helyezték.
A hadvezetés általában az egyik consul feladata volt, míg társa a polgári adminisztrációt vezette. Természetesen amennyiben több hadszíntéren folyt a háború, ő is hadakozhatott. Sőt, nagyobb fenyegetés esetén két consul is vezethetett egy sereget. Ebben az esetben egyenrangúak voltak, és fele-fele arányban oszlott meg köztük a római haderő.

### A provinciákban
A Római Birodalom terjeszkedése során mind több adófizető tartományra, provinciára tett szert. Ezek irányítása megmaradt a magistratusok kezében mindaddig, amíg számuk meg nem haladta a tisztviselőkét. A consulok sorsolással, előzetes megegyezés vagy senatusi határozat alapján igazgatták saját tartományukat. Ez maga után vonta a provinciák felosztását consuli és praetori tartományokra, mely kategóriák azonban nem voltak állandóak: a consulok döntötték el, mely tartományokat akarják vezetni. Caius Gracchus hozott egy olyan törvényt, amely már a választások idejére a senatus feladatául szabta a provinciae consulares kijelölését, hogy a későbbi ellenségeskedést megakadályozza.
Eleinte a consulok hivatali évükben mentek tartományukba, a későbbi időkben azonban rendszeressé vált, hogy idejüket Rómában töltötték, majd a következő évben proconsuli felhatalmazással megkapták a provinciát. Ez egészen i. e. 53-ig így volt, amikor határozat született arról, hogy csak magistraturájuk lejárta után öt évvel vehették át tartományaikat a tisztviselők.
Amikor tartományukban tartózkodtak, a consulok imperiuma annak területére szűkült. Amennyiben másutt is élni kívántak vele, az törvénybe ütköző volt. Nem is hagyhatták el kijelölt állomáshelyüket a megoldásra váró probléma megszűnéséig, csak senatusi engedéllyel – igaz, ezt a szabályozást a köztársaság üdvéért többször felrúgták.

## A consuli cím vége
Az i. e. 1. században az addig főhatalommal bíró consulok hivatala eljelentéktelenedett. Először Julius Caesar mért csapást a magistraturára. A dictator barátait választatta meg, sőt sokszor csak hónapokra, esetenként órákra ruházott fel valakit a névlegessé degradálódott címmel, emellett ő maga is – először öt, később tíz évre, végül örökre tartó – consuli felhatalmazást kapott dictaturája mellett. Augustus idején már alig volt hatalmuk, és a császárkorban általánosan jellemző volt, hogy a consulok nem töltik ki az egyéves hivatali időt, hanem hónapok múltán lemondanak. Commodus idején például az egyik évben 25 consul volt hivatalban. Ennek az volt az oka, hogy a hadvezetéshez és a provinciák igazgatásához nagyszámú consulviselt tisztviselőre volt szükség, amely számot így lehetett a legjobban tartani. Egyúttal természetesen a császár megbecsülését is kifejezhette hívei irányában.
Tiberius uralkodásától fogva a senatus választotta a consulokat, de csupán a császár ajánlására. Ezután a döntést kihirdették egy névleges népgyűlésen. A köztársasági időkben a consulok nevével fémjelezték az éveket, a császárkorban ez a megtiszteltetés az év elején hivatalba lépő párosé lett.
I. Constantinus visszatért ahhoz a hagyományhoz, hogy csak két consult válasszanak, egyet ettől fogva Róma, egyet pedig Konstantinápoly számára. Ezek főbírókként tevékenykedtek, és csak a császárnak voltak alárendeltjei. Mellettük általános volt a honoráris consuli címmel kitüntetni az arra érdemeseket, ez azonban nem járt hivatallal, pusztán az uralkodó megbecsülését hangsúlyozta, és magasabb társadalmi pozíciót jelentett. Épp ezért a birodalom nemessége hőn vágyott a consuli rang elérésére, mivel – kiüresedettsége és abból adódó költségessége ellenére, hogy viselőjének játékokat kellett rendeznie – ez volt a lehető legelőkelőbb cím.
A consulok szerepe a császárkorban gyakorlatilag az alábbiakban foglalható össze: elnököltek a senatusban, természetesen császári felügyelet alatt; vezették a bíráskodást; gyakorolták a korábban censorokat megillető pénzügyi felügyeletet; végül pedig vezényelték a nyilvános játékokat a Circus Maximusban, illetve a császári ünnepélyeket.
A 4. század végétől kezdődően többször előfordult, hogy a consuli címet maguk a császárok, vagy a császári család tagjai töltötték be. Végül ez vezetett a cím pusztulásához is: Róma élére 536-ban nevezték ki az utolsó consult Decimus Theodorus Paulinus személyében, míg Konstantinápolyban erre három év múlva került sor: 541-ben Flavius Basilius Junior volt a főbíró, ezután a Bizánci Birodalom császárai maguk viselték a tisztséget.